# Клепаче (Білостоцький повіт)
Клепаче (пол. Klepacze) — село в Польщі, у гміні Хорощ Білостоцького повіту Підляського воєводства.
Населення — 1563 особи (2011).
У 1975-1998 роках село належало до Білостоцького воєводства.

## Демографія
Демографічна структура станом на 31 березня 2011 року:
|          | Загалом | Допрацездатний вік | Працездатний вік | Постпрацездатний вік |
| -------- | ------- | ------------------ | ---------------- | -------------------- |
| Чоловіки | 775     | 182                | 539              | 54                   |
| Жінки    | 788     | 161                | 496              | 131                  |
| Разом    | 1563    | 343                | 1035             | 185                  |